# Caroline Seger
Sara Caroline Seger (Helsingborg, Suecia; 19 de marzo de 1985) es una futbolista sueca. Juega como centrocampista y su equipo actual es el FC Rosengård de la Damallsvenskan de Suecia. Es la jugadora de Europa con más partidos jugados internacionalmente, habiendo superado el récord de Therese Sjögran de 214 partidos.

## Trayectoria

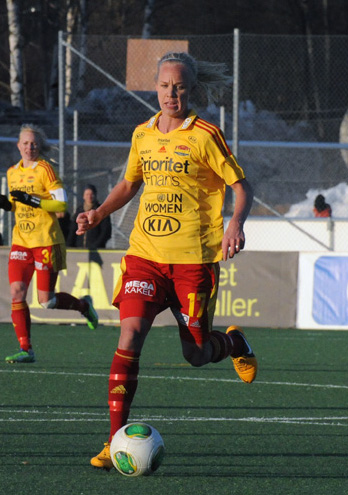
Caroline Seger durante la Supercopa Sueca de 2013 (1 de abril de 2013)

En 2004 debutó en la 1.ª División sueca con el Linköping FC. Al año siguiente debutó con la selección sueca en la Copa de Algarve y jugó su primera Eurocopa. Tras jugar el Mundial 2007 y los Juegos Olímpicos de Pekín, en 2009 fue nombrada capitana de la selección (desde 2013 comparte la capitanía con Lotta Schelin). 
En 2010 dejó el Linköping, con el que debutó en la Liga de Campeones, y se marchó a la WPS de Estados Unidos. En 2010 jugó en el Philadelphia Independence y en 2011 en el Western New York Flash. Ese año regresó a Suecia, y tras pasar brevemente con el LdB Malmö en 2012 fichó por el Tyresö FF. 
En 2014 jugó su primera final de la Liga de Campeones con el Tyresö, pero el club quebró días después y Seger se marchó a Francia para jugar en el Paris Saint-Germain.

## Clubes
| Club                      | País           | Año         |
| ------------------------- | -------------- | ----------- |
| Linköpings FC             | Suecia         | 2004 - 2009 |
| Philadelphia Independence | Estados Unidos | 2009 - 2011 |
| Western New York Flash    | Estados Unidos | 2011        |
| LdB FC Malmö              | Suecia         | 2011 - 2012 |
| Tyresö FF                 | Suecia         | 2012 - 2014 |
| París Saint-Germain       | Francia        | 2014 - 2016 |
| Olympique de Lyon         | Francia        | 2016 - 2017 |
| FC Rosengård              | Suecia         | 2017 -      |

## Selección nacional

### Partidos y goles marcados en Mundiales y Juegos Olímpicos
| Gol                                                  | Partido | Fecha     | Ubicación      | Rival           | Alineación       | Min | Puntuación | Resultado        | Competición      |
| ---------------------------------------------------- | ------- | --------- | -------------- | --------------- | ---------------- | --- | ---------- | ---------------- | ---------------- |
| Mundial de China 2007                                |         |           |                |                 |                  |     |            |                  |                  |
|                                                      | 1       | 11-9-2007 | Chengdu        | Nigeria         | Principal        |     |            | 1-1 (PE)         | Fase de grupos   |
|                                                      | 2       | 14-9-2007 | Chengdu        | Estados Unidos  | Principal        |     |            | 0-2 (PP)         | Fase de grupos   |
|                                                      | 3       | 18-9-2007 | Tianjin        | Corea del Norte | Principal        |     |            | 2-1 (Pg)         | Fase de grupos   |
| Pekín Fútbol Femenino Juegos Olímpicos 2012          |         |           |                |                 |                  |     |            |                  |                  |
|                                                      | 4       | 6-8-2008  | Tianjin        | China           | Principal        |     |            | 1-2 (PP)         | Fase de grupos   |
|                                                      | 5       | 9-8-2008  | Tianjin        | Argentina       | 80' ( Landström) |     |            | 1-0 (PG)         | Fase de grupos   |
|                                                      | 6       | 12-8-2008 | Pekín          | Canadá          | Principal        |     |            | 2-1 (PP)         | Fase de grupos   |
|                                                      | 7       | 15-8-2008 | Shenyang       | Alemania        | Principal        |     |            | 0-2 (PP)         | Cuartos de final |
| Mundial de Alemania 2011                             |         |           |                |                 |                  |     |            |                  |                  |
|                                                      | 8       | 28-6-2011 | Leverkusen     | Colombia        | 69' ( Fischer)   |     |            | 1-0 (PG)         | Fase de grupos   |
|                                                      | 9       | 2-7-2011  | Augsburgo      | Corea del Norte | Principal        |     |            | 1-0 (PG)         | Fase de grupos   |
|                                                      | 17      | 10-7-2011 | Augsburgo      | Australia       | Principal        |     |            | 3-1 (PP)         | Cuartos de final |
| Londres Fútbol Femenino Juegos Olímpicos 2012        |         |           |                |                 |                  |     |            |                  |                  |
|                                                      | 11      | 25-7-2012 | Coventry       | Sudáfrica       | Principal        |     |            | 4-1 (PG)         | Fase de grupos   |
|                                                      | 12      | 28-7-2012 | Coventry       | Japón           | Principal        |     |            | 0-0 (PE)         | Fase de grupos   |
|                                                      | 13      | 31-7-2012 | Newcastle      | Canadá          | Principal        |     |            | 2-2 (PE)         | Fase de grupos   |
|                                                      | 14      | 3-8-2012  | Glasgow        | Francia         | Principal        |     |            | 1-4 (PP)         | Cuartos de final |
| Mundial de Canadá 2015                               |         |           |                |                 |                  |     |            |                  |                  |
|                                                      | 15      | 8-6-2015  | Winnipeg       | Nigeria         | Principal        |     |            | 3-3 (PE)         | Fase de grupos   |
|                                                      | 16      | 12-6-2015 | Winnipeg       | Estados Unidos  | Principal        |     |            | 0-0 (PE)         | Fase de grupos   |
|                                                      | 17      | 20-6-2015 | Edmonton       | Australia       | Principal        |     |            | 1-1 (PE)         | Fase de grupos   |
|                                                      | 18      | 20-6-2015 | Ottawa         | Alemania        | Principal        |     |            | 1-4 (PP)         | Octavos de final |
| Rio de Janeiro Fútbol Femenino Juegos Olímpicos 2016 |         |           |                |                 |                  |     |            |                  |                  |
|                                                      | 19      | 3-8-2016  | Río de Janeiro | Sudáfrica       | Principal        |     |            | 1-0 (PG)         | Fase de grupos   |
|                                                      | 20      | 6-8-2016  | Río de Janeiro | Brasil          | Principal        |     |            | 1-5 (PP)         | Fase de grupos   |
|                                                      | 21      | 9-8-2016  | Brasília       | China           | Principal        |     |            | 0-0 (PE)         | Fase de grupos   |
|                                                      | 22      | 12-8-2016 | Brasília       | Estados Unidos  | Principal        |     |            | 1-1 (4-3 p) (PG) | Cuartos de final |
|                                                      | 23      | 16-8-2016 | Río de Janeiro | Brasil          | Principal        |     |            | 0-0 (4-3 p) (PG) | Semifinal        |
|                                                      | 24      | 19-8-2016 | Río de Janeiro | Alemania        | Principal        |     |            | 1-2 (PP)         | Final            |
| Mundial de Francia 2019                              |         |           |                |                 |                  |     |            |                  |                  |
|                                                      | 25      | 11-6-2019 | Rennes         | Chile           | Principal        |     |            | 2-1 (PG)         | Fase de grupos   |
|                                                      | 26      | 16-6-2019 | Niza           | Tailandia       | 69' ( Schough)   |     |            | 5-1 (PG)         | Fase de grupos   |
|                                                      | 27      | 20-6-2019 | Le Havre       | Estados Unidos  | 63' ( Glas)      |     |            | 0-2 (PP)         | Fase de grupos   |
|                                                      | 28      | 24-6-2019 | París          | Canadá          | Principal        |     |            | 1-0 (PG)         | Octavos de final |
|                                                      | 29      | 29-6-2019 | Rennes         | Alemania        | Principal        |     |            | 2-1 (PG)         | Cuartos de final |
|                                                      | 30      | 3-7-2019  | Lyon           | Países Bajos    | Principal        |     |            | 0-1 (PP)         | Semifinales      |
|                                                      | 31      | 6-7-2019  | Niza           | Inglaterra      | Principal        |     |            | 2-1 (PG)         | Tercer puesto    |
| Tokio Fútbol Femenino Juegos Olímpicos 2020          |         |           |                |                 |                  |     |            |                  |                  |
|                                                      | 32      | 21-7-2021 | Tokio          | Estados Unidos  | Principal        |     |            | 3-0 (PG)         | Fase de grupos   |
|                                                      | 33      | 24-7-2021 | Saitama        | Australia       | Principal        |     |            | 4-2 (PG)         | Fase de grupos   |
|                                                      | 34      | 27-7-2021 | Rifu           | Nueva Zelanda   | 72' ( Angeldal)  |     |            | 2-0 (PG)         | Fase de grupos   |
|                                                      | 35      | 30-7-2021 | Saitama        | Japón           | Principal        |     |            | 3-1 (PG)         | Cuartos de final |
|                                                      | 36      | 2-8-2021  | Yokohama       | Australia       | Principal        |     |            | 1-0 (PG)         | Semifinal        |
|                                                      | 37      | 6-8-2021  | Yokohama       | Canadá          | Principal        |     |            | 1-1 (2-3 p) (PP) | Final            |

### Partidos y goles marcados en Campeonatos Europeos
| Gol           | Partido | Fecha     | Ubicación  | Rival        | Alineación       | Min | Puntuación | Resultado | Competición      |
| ------------- | ------- | --------- | ---------- | ------------ | ---------------- | --- | ---------- | --------- | ---------------- |
| Eurocopa 2005 |         |           |            |              |                  |     |            |           |                  |
|               | 1       | 5-6-2005  | Blackpool  | Dinamarca    | 55' ( Sjögran)   |     |            | 1-1 (PE)  | Fase de grupos   |
|               | 2       | 11-6-2005 | Blackburn  | Inglaterra   | 54' ( Östberg)   |     |            | 1-0 (PG)  | Fase de grupos   |
|               | 3       | 16-6-2005 | Warrington | Noruega      | 46' ( Sjögran)   |     |            | 2-3 (PP)  | Semifinal        |
| Eurocopa 2009 |         |           |            |              |                  |     |            |           |                  |
| 1             | 4       | 25-8-2009 | Turku      | Rusia        | Principal        | 82  | 3-0        | 3-0 (PG)  | Fase de grupos   |
|               | 5       | 28-8-2009 | Turku      | Italia       | Principal        |     |            | 2-0 (PG)  | Fase de grupos   |
|               | 6       | 31-8-2009 | Turku      | Inglaterra   | Principal        |     |            | 1-1 (PE)  | Fase de grupos   |
|               | 7       | 4-9-2009  | Helsinki   | Noruega      | Principal        |     |            | 1-3 (PP)  | Cuartos de final |
| Eurocopa 2013 |         |           |            |              |                  |     |            |           |                  |
|               | 8       | 10-7-2013 | Gotemburgo | Dinamarca    | Principal        |     |            | 1-1 (PE)  | Fase de grupos   |
|               | 9       | 13-7-2013 | Gotemburgo | Finlandia    | Principal        |     |            | 5-0 (PG)  | Fase de grupos   |
|               | 10      | 16-7-2013 | Halmstad   | Italia       | ( Nilsson)       |     |            | 3-1 (PG)  | Fase de grupos   |
|               | 11      | 21-7-2013 | Halmstad   | Islandia     | Principal        |     |            | 4-0 (PG)  | Cuartos de final |
|               | 12      | 24-7-2013 | Gotemburgo | Alemania     | Principal        |     |            | 0-1 (PP)  | Semifinal        |
| Eurocopa 2017 |         |           |            |              |                  |     |            |           |                  |
|               | 13      | 17-7-2017 | Breda      | Alemania     | Principal        |     |            | 0-0 (PE)  | Fase de grupos   |
|               | 14      | 21-7-2017 | Deventer   | Rusia        | Principal        |     |            | 2-0 (PG)  | Fase de grupos   |
|               | 15      | 25-7-2017 | Doetinchem | Italia       | 46' ( Dahlkvist) |     |            | 2-3 (PP)  | Fase de grupos   |
|               | 16      | 29-7-2017 | Doetinchem | Países Bajos | Principal        |     |            | 0-2 (PP)  | Cuartos de final |
| Eurocopa 2022 |         |           |            |              |                  |     |            |           |                  |
|               | 17      | 9-7-2022  | Sheffield  | Países Bajos | Principal        |     |            | 1-1 (PE)  | Fase de grupos   |
|               | 18      | 13-7-2022 | Sheffield  | Suiza        | Principal        |     |            | 2-1 (PG)  | Fase de grupos   |

## Palmarés

### Campeonatos de clubes
| Título                      | Club                   | País           | Año     |
| --------------------------- | ---------------------- | -------------- | ------- |
| Copa de Suecia              | Linköpings FC          | Suecia         | 2006    |
| Copa de Suecia              | Linköpings FC          | Suecia         | 2008    |
| Damallsvenskan              | Linköpings FC          | Suecia         | 2009    |
| Copa de Suecia              | Linköpings FC          | Suecia         | 2009    |
| Supercopa de Suecia         | Linköpings FC          | Suecia         | 2009    |
| Women's Professional Soccer | Western New York Flash | Estados Unidos | 2011    |
| Damallsvenskan              | LdB FC Malmö           | Suecia         | 2011    |
| Supercopa de Suecia         | LdB FC Malmö           | Suecia         | 2011    |
| Damallsvenskan              | Tyresö FF              | Suecia         | 2012    |
| Division 1                  | Olympique de Lyon      | Francia        | 2017    |
| Copa de Francia             | Olympique de Lyon      | Francia        | 2017    |
| Liga de Campeones           | Olympique de Lyon      | Gales          | 2016-17 |

### Campeonatos internacionales
| Título                    | Equipo              | Sede                     | Año  |
| ------------------------- | ------------------- | ------------------------ | ---- |
| Medalla de bronce Mundial | Selección de Suecia | Alemania                 | 2011 |
| Juegos Olímpicos          | Selección de Suecia | Río de Janeiro           | 2016 |
| Medalla de bronce Mundial | Selección de Suecia | Francia                  | 2019 |
| Juegos Olímpicos          | Selección de Suecia | Tokio                    | 2020 |
| Medalla de bronce Mundial | Selección de Suecia | Australia/ Nueva Zelanda | 2023 |

### Distinciones individuales
| Distinción                                          | Año  |
| --------------------------------------------------- | ---- |
| Jugadora de Suecia Rompedora del Año                | 2005 |
| Mejor centrocampista sueca                          | 2006 |
| Mejor centrocampista sueca                          | 2009 |
| Mejor Futbolista Femenina de Suecia (Diamantbollen) | 2009 |
| Mejor centrocampista sueca                          | 2010 |
| Equipo All-Star del Mundial                         | 2011 |
| Equipo del torneo de la UEFA                        | 2013 |
| Mejor centrocampista sueca                          | 2014 |
| Mejor centrocampista sueca                          | 2015 |

## Vida personal
Seger anunció en diciembre de 2013 que es lesbiana. Mantuvo una relación con la también futbolista Malin Levenstad.